# Philip Bosco
Philip Michael Bosco (Jersey City, Nueva Jersey; 26 de septiembre de 1930 - Haworth, Nueva Jersey; 3 de diciembre de 2018) fue un actor estadounidense.

## Vida y carrera
El padre de Philip Bosco, Philip Lupo Bosco, era un trabajador y su madre, Margaret Raymond Thek Bosco, era una mujer policía. Bosco trabajó como conductor de camiones y sirvió desde 1951 hasta 1953 en el Ejército de los Estados Unidos . En 1957 se graduó en la Universidad Católica de América. 
Philip Bosco recibió en 1957 el Premio de Teatro Shakespeare Society of Washington DC Award. Se distinguió como actor en el teatro de repertorio estadounidense y por su participación en numerosas obras de George Bernard Shaw. Fue nominado en 1961, 1984, 1987 y 1996 para un Premio Tony. En 1989 ganó un Premio Tony por su papel en la comedia Otello No Debe Estallar (Lend Me a Tenor) de Ken Ludwig, en la que interpretó a Saunders. Fue nominado para importantes premios de teatro por última vez en 2005 por la interpretación que hizo en Twelve Angry Men, en la que interpretó al Jurado N°3, que fue interpretada en la popular versión cinematográfica de 1957 por Lee J. Cobb. 
Philip Bosco sufrió aerofobia y, según su propio relato, se negó hacer un contrato cinematográfico durante siete años al comienzo de su carrera, porque no quería vivir en Hollywood. También le disgustaba trabajar en una producción cinematográfica. Sin embargo, apareció a partir del principio de la década de 1950 en más de 90 producciones de cine y de televisión. Sobre todo apareció en papeles secundarios. Así participó en 1988 en la película Armas de mujer junto a Harrison Ford y Melanie Griffith y en 1997 en La boda de mi mejor amigo junto a Julia Roberts, Cameron Díaz y Rupert Everett . Por su papel secundario en El club de las primeras esposas (1996), en la que interpretó a Tío Carmine, Bosco fue honrado junto con Goldie Hawn, Diane Keaton y Bette Midler con el Premio de la Junta Nacional de Revisión. 
Philip Bosco estuvo casado con Nancy Ann Dunkle desde 1957, con la que tuvo siete hijos.  Murió el 3 de diciembre del 2018 a la edad de 88 años.

## Filmografía (Selección)

### Películas
- 1983: Entre pillos anda el juego (Trading Places)
- 1984: Sed de poder (The Pope of Greenwich Village)
- 1985: Curso del 65 (Heaven Help Us)
- 1986: Esta casa es una ruina (The Money Pit)
- 1986: Hijos de un dios menor (Children of a Lesser God)
- 1987: Sospechoso (Suspect)
- 1988: Armas de mujer (Working Girl)
- 1989:  Una pandilla de lunaticos  (The Dream Team)
- 1990: Acero azul (Blue Steel)
- 1990: Con la poli en los talones (Quick Change)
- 1991: FX2: ilusiones mortales (F/ X2)
- 1991: El color de la ambición (True Colors)
- 1992: Sombras y niebla (Shadows and Fog)
- 1992: Dilo abierto, Shirlee (Straight Talk)
- 1994: Un regalo para papá (Milk Money)
- 1994: Tensa espera (Safe passage)
- 1994: Ni un pelo de tonto (Nobody's Fool)
- 1994: Contra la pared (Against the Wall)
- 1995: Dos por el precio de una (It Takes Two)
- 1996: El club de las primeras esposas (The First Wives Club)
- 1997: La boda de mi mejor amigo (My Best Friend´s Wedding)
- 1997: En estado crítico (Critical Care)
- 1997: Desmontando a Harry (Deconstructing Harry)
- 1999: Joseph Bonanno, la historia de un padrino (Bonanno' A Godfather's Story)
- 2000: Jóvenes prodigiosos (Wonder Boys)
- 2000: Coraje para amar (Cupid & Cate)
- 2000: Shaft: The return (Shaft)
- 2001: Kate y Leopold (Kate & Leopold)
- 2002: La  desaparición de Embry (Abandon)
- 2005: Hitch: especialista en ligues (Hitch)
- 2006: El rostro de la verdad (Freedomland)
- 2007: La familia Savage (The Savages)

### Series
- 1953-1953: You are there (2 episodios)
- 2002-2006: Ley y orden: Unidad de víctimas especiales (Law &Order: New York; 6 episodios)
- 2007-2009: Daños y perjuicios ( Damages; 12 episodios)

## Premios
- 1961: Nominación para el Premio Tony por Violación del cinturón (Mejor actor de reparto)
- 1980: Nominación para el Premio Drama Desk para Major Barbara (Mejor actor)
- 1984: Nominación al Premio Tony por Heartbreak House (Mejor actor de reparto)
- 1987: Nominación para el Premio Tony para Nunca puedes saberlo (Mejor actor)
- 1988: Premio Daytime Emmy para Destinos jovenes, episodio: Lee entre las líneas (Mejor actor en un programa para niños)
- 1989: Premio Drama Desk por Préstame un tenor (Mejor actor)
- 1989: Premio Tony por Préstame un tenor (Mejor actor)
- 1995: Nominación para el Premio Drama Desk para La heredera (Mejor actor)
- 1996: Nominación para el Premio Tony por Luna sobre Buffalo (Mejor actor)
- 1996: Premio de la Junta Nacional de Revisión por El club de las primeras esposas ( Conjunto de Mejor Actuación)
- 2005: Nominación para el Premio Drama Desk por Doce hombres enojados (Mejor actor de reparto)
- 2005: Nominación para el Premio Tony por Twelve Angry Men (Mejor actor)